# Vetenskapsåret 1865

## Händelser
- Louis Pasteur påvisar att luften är full av bakterier.

### Biologi
- Okänt datum - Max Schultze gör den första beskrivningen av trombocyter.[1]
- Okänt datum - Gregor Mendel läser upp sitt, Versuche über Pflanzenhybriden (Experiments on Plant Hybridization), under två möten vid naturhistoriska museet i Brünn, Mähren.[2]

## Pristagare
- Copleymedaljen: Michel Chasles, fransk matematiker.
- Wollastonmedaljen: Thomas Davidson, brittisk paleontolog. [3]

## Födda
- 1 januari - Albert-André Claveille (död 1921), fransk ingenjör och politiker.
- 22 januari - Friedrich Paschen (död 1947), tysk fysiker.
- 8 mars : Ernest Vessiot, (död 1952), fransk matematiker
- 9 april - Charles Proteus Steinmetz (död 1923), tysk-amerikansk elektroingenjör.
- 17 april - Fredrik Enblom (död 1939), svensk civilingenjör och ämbetsman.
- 25 maj - Pieter Zeeman (död 1943), nederländsk fysiker.
- 18 juni : Friedrich Pockels, (död 1913), tysk fysiker.
- 12 oktober - Arthur Harden (död 1940), brittisk biokemist.
- 8 december - Jacques Hadamard (död 1963), fransk matematiker.

## Avlidna
- 14 januari - Marie-Anne Libert (född 1782), belgisk botaniker och mykolog.
- 26 augusti - Johann Franz Encke (född 1791), tysk astronom.
- 2 september - William Rowan Hamilton (född 1805), irländsk matematiker, fysiker och astronom.

### Fotnoter
1. ↑  Schultze, M. (26 februari 1865). ”Ein heizbarer Objecttisch und seine Verwendung bei Untersuchungen des Blutes”. Archiv fÜr Mikroskopische Anatomie "1":  ss. 1–42.
2. ↑  Moore, Randy (26 februari 2001). ”The "Rediscovery" of Mendel's Work”. Bioscene "27". Arkiverad från originalet den 2 februari 2017. https://web.archive.org/web/20170202002119/http://papa.indstate.edu/amcbt/volume_27/v27-2.pdf.
3. ↑  ”Geological Society”. Arkiverad från originalet den 5 juni 2011. https://web.archive.org/web/20110605102217/http://www.geolsoc.org.uk/gsl/society/history/page750.html. Läst 13 april 2011.